# Радиолокатор
Радиолокатор, радиолокационна станция (съкратено РЛС) или радар (акроним от англ. RAdio Detection And Ranging – „радио откриване и определяне на разстояние“) е система, която използва радиовълни с цел откриване и определяне на местоположението на отдалечени обекти. Сложните радарни системи позволяват и определяне на движението, както и свойствата и характеристиките на тези обекти.
Радарите тайно са разработвани преди и по време на Втората световна война от няколко държави. Терминът „радар“ е използван от Военноморските сили на САЩ през 1940 г.
В съвремието използването на радари е много разнообразно в области като управлението на въздушното движение, радарната астрономия, противовъздушната отбрана, противоракетните системи; морските радари за локализиране на земни навигационни обекти и други кораби; системи за откриване на опасно сближение във въздухоплаването, системи за наблюдение на океана, системи за наблюдение на космическото пространство и системи за сближение, метеорологичната система за наблюдение за валежи, системите за контрол на височината и полета, системите за насочване към целта при управляеми ракети, гео-радарите за геоложки наблюдения и др.
Високотехнологичните радиолокационни системи са свързани с цифровата обработка на сигналите и имат способност за извличане на полезна информация при много високи нива на шума.
Други подобни на радарните системи работят, като използват различни части на електромагнитния спектър. Един такъв пример е лидарът, който ползва по-скоро видимата светлина на лазерите, а не радиовълните.

## Принцип на действие
Радарът се състои от мощен – десетки и стотици киловати – генератор на електромагнитно лъчение (често магнетрон) и от приемник.
Сигналът от изхода на генератора се модулира импулсно и се подава към подвижна антена, откъдето се излъчва насочен лъч радиовълни. Когато радиовълните стигнат до отдалечения обект, те се отразяват от обекта обратно към радара. Тъй като се знае накъде е насочена антената, положението на засечения обект може да се определи, като се измери времето, за което сигналът се е върнал. Така се определя отдалечеността, а като се измери промяната в честотата му, може да се определи и скоростта на движение на обекта посредством доплеров ефект. Честотите които се използват за радар са от няколко десетки MHz до някои GHz.
Съществуват и радари които не използват собствен предавател. Пасивният радар обикновено не се нуждае от собствен предавател а използва честотите от районните радиопредаватели.

### Отражение
Ако електромагнитните вълни, преминавайки през една среда, срещнат друга, която притежава много различна от първата диелектрична проницаемост или магнитна проницаемост, то вълните ще се отразят или ще се разсеят от границата между средите. Това означава, че един твърд предмет във въздуха или във вакуум, или една съществена промяна между обекта и средата, като правило ще разсее радарните радиовълни от неговата повърхност. Това е вярно в частност за електропроводими материали като метал и въглеродни влакна, което прави радара много подходящ за откриване на самолети и кораби. С цел намаляване на радиолокационното отражение при военните превозни средства се ползват абсорбиращи радиовълните материали, които съдържат резистивни, а понякога и магнитни вещества и керамики. Ефектът е еквивалентен на обект в тъмен цвят, така че да не може да се види от окото през нощта.
Вълните на радара се разсейват по различни начини в зависимост от размера (дължина на вълната) на радиовълните и от формата на целта. Ако дължината на вълната е много по-къса от размера на целта, то вълната ще се отрази от нея по начин, подобен на начина, по който светлината се отразява от огледало. Ако дължината на вълната е по-дълга от размера на целта, то целта може и да не се вижда поради лошото отражение. При нискочестотните радиолокатори технологията е зависима от резонансите при откриване, но не и при идентифициране на целите. Това се описва от Релеевото разсейване, ефектът, поради който небето на Земята е синьо и червено при залезите. Когато дължините на двата мащаба са съизмерими, може да има резонанси. Първите радари са ползвали много дълги вълни, които са били по-големи от размерите на целите, и по тази причина се получавал неясен сигнал, докато при някои от съвременните системи се ползват по-къси дължини на вълните (няколко сантиметра или по-малко), при което могат да се изобразят обекти с размерите на хляб например.
Късите радиовълни се отразяват от криви и от ъгли по начин, сходен с блясък от заоблено парче стъкло. При къси дължини на вълните най-силно отразяват тези обекти, които имат 90° ъгли между отразяващите повърхности. Един ъглов отражател се състои от три плоски повърхности, които са разположени като при вътрешния ъгъл на кутия. Тази конструкция ще отразява вълните, влизащи в нея, директно обратно към източника. Обикновено те се използват като радарни отражатели, които да направят по-лесни за откриване обекти, които иначе са трудно видими от радар.

### Уравнение на радар
Получената в антената на приемника мощност Pr се описва чрез следното уравнение:
{\displaystyle P_{r}={{P_{t}G_{t}A_{r}\sigma F^{4}} \over {{(4\pi )}^{2}R_{t}^{2}R_{r}^{2}}}}
където
- Pt – мощност на предавателя
- Gt – коефициент на усилване на предавателната антена
- Ar – ефективна апертура (площ) на приемната антена (често означавана с Gr)
- σ – ефективна отразяваща повърхност, или коефициент на разпръскване на целта
- F – множител на затихване, характеризиращ разпространението в средата
- Rt – разстояние от антената на предавателя до целта
- Rr – разстояние от целта до антената на приемника.

В често срещания случай, когато предавателят и приемникът са на едно и също място, Rt = Rr и изразът Rt² Rr² може да се замени от R4, където R е разстоянието (дистанцията).
Оттук следва:
{\displaystyle P_{r}={{P_{t}G_{t}A_{r}\sigma F^{4}} \over {{(4\pi )}^{2}R^{4}}}.}
Този израз показва, че мощността спада като четвъртата степен на разстоянието, което означава, че приеманата мощност от отдалечени цели е относително слаба.
Допълнителната филтрация и интегрирането на импулса леко модифицират уравнението за максималното разстояние на откриване при импулсните доплерови радари, и този метод се прилага, за да се увеличи това максимално разстояние и за да се намали необходимата мощност на предавателя.
Горното уравнение при коефициент F = 1 се опростява в случай на вакуум без смущения. Множителят на затихване, характеризиращ разпространението според средата, се отчита при ефектите на многолъчевост и засенчване и зависи от средата на разпространение. В реално срещаните ситуации загубите при разпространение (path loss) също трябва да се вземат предвид.

### Ефект на Доплер
При движение на целта се наблюдава отместване на честотата поради изменение на броя дължини на вълните между нея и радиолокатора. Това може да влоши или да подобри ефективността на работата на радара, в зависимост от това как ще повлияе на процеса на откриване. Например радиолокатор със система за следене на движещи се цели може да отчете ефекта на Доплер чрез сигнал за компенсиране (отхвърляне) на определени радиални скорости, което намалява ефективността. Радиолокационните системи с морско базиране, полуактивните системи за насочване, метеорологичният радар, военните въздухоплавателни средства и радарната астрономия разчитат на Доплеровия ефект за повишаване на ефективността. Той дава информация за скоростта на целта по време на процеса на откриване. Също така позволява да бъдат откривани малки обекти в среда, съдържаща близко разположени много по-големи и бавно движещи се обекти.
Доплеровото отместване зависи от това дали конфигурацията на радара е активна или пасивна. Активният радар предава сигнал, който се отразява обратно към приемника. Пасивният радар зависи от изпращания от целта сигнал към приемника.
Доплеровото честотно отместване за активния радар се описва по следния начин, където {\displaystyle F_{D}} е доплерова честота, {\displaystyle F_{T}} е честотата на предаване, {\displaystyle V_{R}} е радиалната скорост, и {\displaystyle C} е скоростта на светлината:
{\displaystyle F_{D}=2\times F_{T}\times \left({\frac {V_{R}}{C}}\right)}
При пасивния радар, който се прилага в електронната война и радиоастрономията следва:
{\displaystyle F_{D}=F_{T}\times \left({\frac {V_{R}}{C}}\right)}
Оценява се само радиалната компонента на скоростта. Ако целта (отражателя) се движи под прав ъгъл (по нормалата) спрямо лъча на радара, то няма относителна скорост. Транспортните средства и метеообектите, движещи се успоредно на лъча на радара, ще създават максимално доплерово отместване.
Когато излъчваното колебание с честота ({\displaystyle F_{T}}) е импулсно, като се ползва честота на повторение на импулсите {\displaystyle F_{R}}, резултантният честотен спектър ще съдържа хармонични честотни компоненти над и под {\displaystyle F_{T}} с отстояние от {\displaystyle F_{R}}.
Тогава доплеровото измерване ще бъде еднозначно единствено ако доплеровото честотно отместване е по-малко от половината на {\displaystyle F_{R}}, наричана честотата на Найкуист (или на Котелников), докато в обратния случай честотата на приеманото колебание няма да може да се различи от честотното отместване нагоре или надолу за хармоничната честота или:
{\displaystyle |F_{D}|<{\frac {F_{R}}{2}}}
И като се замести с {\displaystyle F_{D}}:
{\displaystyle |V_{R}|<{\frac {F_{R}\times {\frac {C}{F_{T}}}}{4}}}
Например Доплеров метеорадар с честота на импулсите от 2 kHz и с честота на предаване от 1 GHz може надеждно да измерва метеообекти максимално до 150 m/s (540 km/h), но няма да може надеждно да определя радиалната скорост на самолет, движещ се с 1000 m/s (3600 km/h).

### Поляризация
При всяко електромагнитно излъчване електричната компонента на полето е перпендикулярна на направлението на разпространението, и това направление на електричната компонента на полето е поляризацията на вълната. В сондиращия сигнал на радара поляризацията може да бъде управлявана при различни ефекти. Радарите ползват хоризонтална, вертикална, линейна и кръгова поляризация, за да откриват различни типове отражения. Например, кръговата поляризация се ползва, за да се минимизират смущенията, предизвикани от дъжда. Пристигналите сигнали с линейна поляризация обикновено индицират метални повърхности. Сигналите със случайна поляризация често показват фрактални повърхности, такива като камъни или почва, и се използват от навигационните радари.

### Ограничаващи фактори

#### Път на лъча и обхват (дистанция)
Лъчът на радара ще бъде линеен във вакуум, но в атмосферата реално той следва леко извит път, поради промяната на коефициента на пречупване на въздуха, който се нарича радарен хоризонт.
Дори ако лъчът се излъчва успоредно на земната повърхност, той ще се издигне над нея, тъй като има пропадане на хоризонта, породено от Кривината на земята. Освен това сигналът затихва при преминаването през средата и лъчът се разпръсква.
Максималният обхват на традиционен радар може да бъде ограничен от редица фактори:
- Линията на пряка видимост, която зависи от височината над земната повърхност. Това означава, че извън пряката видимост е блокирано разпространението на лъча.
- Максималният еднозначен (определен) обхват, който се определя от честотата на повторение на импулсите. Максималният еднозначен обхват е разстоянието, което импулса може да измине за отиване и връщане, преди да бъде излъчен следващия импулс.
- Чувствителността на радара и силата на отразения сигнал, които се смятат в уравнението на радара. Те включват фактори като условията за разпространение на средата и размера (или ефективната отразяваща повърхност) на обекта.

#### Шум
Шумът на сигнала е вътрешен източник на случайните вариации в сигнала, които се генерират от всички електронни компоненти.
Отразените сигнали рязко намаляват с увеличаването на разстоянието, и тогава шумът води до ограничение на обхвата на радара. И прагът на шума и отношението сигнал/шум са две различни измерими характеристики, които влияят на производителността (к.п.д.).
Отразяващите обекти, които са твърде далеч, пораждат твърде слаб сигнал, който не превишава нивото на шума и те не могат да бъдат открити. Откриването (детектирането) изисква сигнал, който да надвишава прага на шума поне толкова, колкото е отношението сигнал/шум пъти.
Шумът обикновено се появява като случайни вариации, насложени върху полезното ехо от сигнала, получено в приемника на радара. Колкото по-ниска е енергията на полезния сигнал, толкова е по-трудно той да бъде различен от шума. Нивото на шума в децибели (Noise figure – NF) е мярка за шума, генериран в приемника в сравнение с този в идеален приемник, и то трябва да бъде сведено до минимум.
Статичният шум възниква в резултат на транзитното преминаване на електрони през прекъсване, което се случва при всички сензори (датчици). Статичният шум е доминиращия източник на шум за повечето приемници. Налице е също и фликер шум (1/f шум), породен от електроните, които преминават транзитно през усилвателните устройства, който се намалява, когато се ползва хетеродинно усилване. Друга причина за обработка чрез хетеродин е, че за фиксирана относителна честотна лента, моментната честотна лента се увеличава линейно с нарастването на честотата. Това позволява да се подобри резолюцията (разделителната способност) по дистанция. Едно сериозно изключение от радарните системи с хетеродин (преобразуване с понижаване на честотата) са свръхшироколентовите (UWB) радари. Това е един период, или една преходна вълна, който се използва подобно на UWB комуникацията.
Също така шум се генерира от външни източници, като най-значителен е този от естественото топлинно излъчване на околния фон за обекта (целта). В съвременните радарни системи, вътрешният шум обикновено е приблизително равен или е по-нисък от външния шум. Изключение прави случая, когато радара е насочен нагоре към „ясно“ небе, когато фона е толкова „студен“, че генерира много малко топлинен шум. Топлинният шум се представя като kB T B, където T е температурата, B е честотната лента (след съгласуван филтър) и kB е константата на Болцман. Налице е една интуитивно привлекателна интерпретация на тази връзка в радара. Съгласуваната филтрация позволява цялата енергия, получена от целта да се компресира (свие) в един дискретен елемент (бил той по дистанция, по Доплер, по елевация, или по азимут). Погледнато повърхностно, изглежда че в рамките на определен интервал от време после може да се получи идеално откриване (без грешки). За да се направи това, просто се компресира цялата енергия в един инфинитензимален (безкрайно малък) отрязък (отсечка) по време. Това, което ограничава такъв подход в реалния свят е, че докато времето може да се дели произволно, токът не може. Квантът на електрическа енергия е един електрон, и затова най-доброто, което може да се направи, е съгласуван филтър за цялата енергия в един отделен електрон. Тъй като електронът се движи при определена температура (спектър на Планк), този източник на шум няма как да бъде намален. Така става ясно, че радарът, както и всички макромащабни реални неща, е дълбоко повлиян от квантовата теория.
Шумът е случаен за разлика от сигналите от целта. Обработката на сигнала може да се възползва от това явление, като използва две стратегии за намаляване на нивото на шума. Видът на интегриране на сигнала, ползван със селекцията на движещи се цели – СДЦ може да подобри шума до {\displaystyle {\sqrt {2}}} на всеки етап. Сигналът може да бъде разделен между множество филтри за импулсно доплерова обработка на сигнала, което намалява прага на шума с броя на филтрите. Тези подобрения зависят от кохерентността.

#### Интерференция
Радарните (радиотехническите) системи трябва да преодоляват нежелателните сигнали, за да се фокусират само върху действителните цели. Такива нежелателни сигнали могат да произхождат от вътрешни и външни източници, всеки от които може да бъде пасивен или активен. Способността на радиотехническата система да преодолява тези нежелани сигнали определя нейното (отношение сигнал/шум). Сигнал/шум (SNR) се определя като отношението на мощността на сигнала към мощността на шума действащ в рамките на желания сигнал; той сравнява нивото на желания сигнал от целта с нивото на фоновия шум (атмосферния шум и шума, генериран вътре в приемника). Колкото по-високо е SNR на системата, толкова по-добре тя отделя действителните цели от околния шум.

#### Смущения на радара
Смущенията на радара (пасивни смущения) са свързани с радиочестотното ехо връщано от целите, които не са интересни за операторите на радарите. Тези цели включват природни обекти като земя, море, хидрометеори (като дъжд, сняг или градушка), пясъчни бури, животни (в частност птици), атмосферна турбулентност, и други атмосферни ефекти, такива като йоносферни отражения, метеоритни пътеки, и Hail spike.
Смущенията на радара могат да бъдат също отражения от изкуствени обекти, като например сгради, както и преднамерени пасивни смущения като диполните отражатели.
Някои пасивни смущения може да бъдат причинени от дълъг вълновод в радара между предавателя и антената. В традиционния радар с въртяща се антена с индикатор за кръгов обзор (ИКО) или plan position indicator (PPI) – индикатор, това обикновено изглежда като „слънце“ или „отблясък“ в центъра на дисплея, тъй като приемника реагира на ехото от частиците прах и ненасочените (отразените) радиовълни във вълновода.
Регулирането на времето между момента на изпращане на импулс от предавателя до включване (отваряне) на приемника, като цяло ще намали отблясъка, без това да повлияе на точността на дистанцията, тъй като повечето отблясъци са предизвикани от разсеян излъчван импулс, отразен преди да напусне антената.
Пасивните смущения, т.е. такива от пасивен източник на смущения, се появяват само в резултат на отклик получен от сондиращи сигнали, излъчени от радара.
Пасивните смущения се откриват и се неутрализират по няколко начина. Пасивните смущения са склонни да се появяват статично между сканиранията от радара; желаните цели относително редуващите се ехота при сканиране, ще се появяват като подвижни, и всички стационарни ехота могат да бъдат компенсирани. Пасивните смущения от морската повърхност могат да бъдат намалени чрез използване на хоризонтална поляризация, докато тези от дъжда се намаляват с кръгова поляризация, (имайте предвид, че при метеорологичните радари желан е обратния ефект, и затова се използва линейна поляризация за откриване на валежите). Други методи се опитват да увеличат отношението на сигнала към пасивното смущение.
Пасивното смущение се движи с вятъра или е стационарно. Има две общи стратегии за подобряване на производителността (ефекта) при среда с пасивни смущения:
* Селекция на движещи се цели - СДЦ, при която се интегрират последователните импулси и
* Доплерова обработка, която използва филтри, за да раздели пасивните смущения от желаните сигнали.
Най-ефективната техника за намаляване на пасивните смущения е импулсно-доплеровия радар. Доплеровата обработка, като използва разликите в скоростта, отделя тези смущения от целите, напр. самолети и космически кораби чрез използването на честотния спектър, така че техните сигнали могат да бъдат разделени от множество отражатели (рефлектори), разположени в същия обем. Това изисква кохерентен предавател. Друга техника е използването на селекция на движещи се цели, при която се изваждат приетите сигнали от два последователни импулса, като чрез фазовите разлики се намаляват сигналите на бавно движещите се цели. Това може да бъде адаптирано за системи, които нямат кохерентен предавател, такива като амплитудно импулсен радар във времевата област.
Методът с постоянно ниво на фалшива тревога е вариант на автоматично регулиране на усилването (АРУ) и се основава на това, че отраженията от пасивните смущения значително превишават по брой отраженията от целите.
Коефициентът на усилване на приемника се настройва автоматично да се поддържа постоянно общо ниво на видимост на пасивните смущения. В случаите, когато това не помага да се открият замаскираните в силни пасивни смущения цели, това ще помогне да се отделят силните сигнали от цели. В миналото, АРУ в радарите се управлявало електронно и влияело на усилването на целия приемник на радара. С развитието на радарите, АРУ се управлява от компютърен софтуер и влияе на усилването с по-голяма степен, и по-детайлно в отделните клетки за откриване.
Пасивните смущения може също така да са породени от многократни отражения на реални цели, причинени както от едно отражение от земната повърхност, така и от атмосферни вълноводи (породени от подходящ вертикален коефициент на рефракция) или йоносферно отражение / пречупване (например, Аномално разпространение). Този тип пасивни смущения е особено неприятен, тъй като тяхната поява предизвиква ефект на движение и на поведение такова, като на другите нормални цели (точкови обекти). В една типична ситуация, ехото от самолета отразено от земната повърхност отдолу, се появява в приемника в качеството на идентична цел намираща се под истинската (правилната). Радиолокаторът може да се опита да обедини целите, да отчете неправилна височина на целта или да я елиминира на базата на джитера или физическа нереалност. Техниката за смущение с отскок от терена използва този отклик, като усилва сигнала на радара и го насочва надолу. Тези проблеми могат да бъдат преодолени чрез включването на карта на земята в околността на радара и премахването на всички отражения, които се появяват, с височини под нивото на земята или под зададена конкретна височина. Моноимпулсната локация може да бъде подобрена за сметка на промяна на алгоритъма за височина (елевация), който се ползва при ниска височина. В по-новите радиолокационни оборудвания на организациите за управление на въздушното движение, се ползват алгоритми за идентификация на фалшиви (лъжливи) цели чрез сравняване на отклиците на текущите импулси с техните съседни, а също така и чрез пресмятане на вероятността за не връщане (пропадане).

#### Активни смущения на радар
Активните смущения на радар (на английски: radar jamming) са вид радиочастотни сигнали, излъчвани от източници извън пределите на радара, предавани на честотите на радара и по този начин маскиращи целта, която представлява интерес. Активните смущения могат да бъдат преднамерени, като се следва тактика на електронната война (радиоелектронна борба) или непреднамерени, когато съюзнически сили използват оборудване, което излъчва в същата честотна лента. Активните смущения се разглеждат като активни източници на смущения, тъй като възникват от източници извън радара и най-общо не са свързани със сигналите на радара.

## Приложения
Информацията от радара включва отклонението по ъгъл и отстоянието до целта и така се определя местоположението на обекта. Някои радари се използват, за да заглушат сигналите към целта или с цел да я деактивират. Радарите намират приложение и в охранителни системи за открити площи.